# USAS
USAS — пакет прикладного программного обеспечения, включающий в себя разнообразные относительно сложные программы, написанные для мейнфреймов Unisys серий UNIVAC 1100 и 2200 и программной оболочки Clearpath IX. Эти программы предназначались для использования на авиалиниях и перевозках.
Старые программы входящие в USAS, такие как USAS*RES (Reservations System, Система резервирования) или USAS*FDC (Flight Data Control, Управление полётными данными) были изначально написаны на Фортране, различные элементы многих программ написаны на Коболе, ассемблере Unisys 1100/2200 (ASM или MASM) и LINC 4GL.
Большинство (но не все) программ пакета USAS представляют собой текстовые диалоговые системы, осуществляющие транзакции. Программы спроектированы таким образом, чтобы обеспечить низкие накладные расходы при передаче данных и высокое быстродействие. В качестве аппаратной части системы чаще всего использовался HVTIP (сокращение от High-Volume TIP).
Изначально USAS являлся акронимом от «Univac Standard Airline System», но сейчас её чаще упоминают как просто USAS.